# Damon Herriman
Pour les articles homonymes, voir Herriman.
Damon Herriman, né le 31 mars 1970 à Adélaïde, est un acteur australien.

## Biographie
À l'été 2019, Herriman incarne le gourou Charles Manson dans deux productions : le film Once Upon a Time... in Hollywood de Quentin Tarantino et la série télévisée pour Netflix Mindhunter.

## Filmographie

### Cinéma
- 1990 : Call Me Mr. Brown de Scott Hicks : le gars de la citerne
- 1990 : Ça commence à Vera Cruz (The Big Steal) de Don Siegel : Mark Jorgensen
- 1998 : Praise de John Curran : Skinhead
- 2003 : Ned de Abe Forsythe : Steve Hart et Orderly
- 2005 : Le Fils du Mask (Son of the Mask) de Lawrence Guterman : un employé d'Animagine
- 2005 : La Maison de cire (House of Wax) de Jaume Collet-Serra : l'homme qui tue un animal en voiture
- 2006 : Candy de Neil Armfield : Roger Moylan
- 2008 : Redbelt de David Mamet : l'officier de l'arène
- 2008 : The Square de Nash Edgerton : Eddie
- 2008 : Fragments (Winged Creatures) de Rowan Woods : le ministre à la télévision
- 2011 : The Last Time I Saw Michael Gregg de Steven Soderbergh : Curtis
- 2011 : J. Edgar de Clint Eastwood : Bruno Hauptmann
- 2012 : 100 Bloody Acres de Colin Cairnes et Cameron Cairnes : Reg Morgan
- 2013 : Lone Ranger, naissance d'un héros (The Lone Ranger) de Gore Verbinski : Ray
- 2014 : If You Love Me... (The Little Death) de Josh Lawson : Dan
- 2014 : Son of a Gun de Julius Avery : Wilson
- 2014 : La Promesse d'une vie (The Water Diviner) de Russell Crowe : père McIntyre
- 2016 : Down Under de Abe Forsythe : Jason
- 2018 : The Nightingale de Jennifer Kent : Ruse
- 2019 : Once Upon a Time in Hollywood de Quentin Tarantino : Charles Manson
- 2022 : Monolith de Matt Vesely : Jarad (voix)
- 2023 : The Bikeriders de Jeff Nichols : Brucie
- 2023 : Run Rabbit Run de Daina Reid : Peter
- 2024 : Better Man de Michael Gracey : Nigel Martin-Smith
- 2025 : Together de Michael Shanks : Jamie
- 2025 : Mortal Kombat 2 de Simon McQuoid : Quan Chi

### Télévision
- 1976 : The Sullivans : Frank Errol
- 1981 : The Patchwork Hero : Hardy Jamieson
- 1982 : Sara Dane : David
- 1982 : Taurus Rising : Phil Drysdale
- 1983 : For the Term of His Natural Life : Blinker
- 1988 : The Flying Doctors : Donnie White (2 épisodes)
- 1990 : Elly and Jools : Liam O'Farrell (12 épisodes)
- 1991 : The Miraculous Mellops : Felix (3 épisodes)
- 1991 : Brides of Christ : Grant (1 épisode)
- 1998 : Météorites : Nick
- 1998 : Murder Call, fréquence meurtre : Lindsay Cramer (2 épisodes)
- 1998-1999 : All Saints : Danny Bucknell (8 épisodes)
- 2001 : South Pacific : Professor
- 2001 : Flat Chat : (1 épisode)
- 1997-2001 : Brigade des mers : Todd Grierson, Gerry Bourke (4 épisodes)
- 2004 : Stingers : Dale Kemp (1 épisode)
- 2004 : The Cooks : Nigel (1 épisode)
- 2004-2006 : Love My Way : George Wagstaffe (18 épisodes)
- 2006 : The Unit : Commando d'élite : Sgt. Parker (1 épisode)
- 2006 : Stupid Stupid Man : Pippy (1 épisode)
- 2007 : The Loop : Harald Juvlunktinston (1 épisode)
- 2008 : Cold Case : Affaires classées : John Smith (1 épisode)
- 2009 : Chandon Pictures : Scotty Cornish (1 épisode)
- 2009 : Lost and Found : Anthony Eckel
- 2010 : Satisfaction : Dominic (1 épisode)
- 2010 : Offspring : Boyd Carlisle (3 épisodes)
- 2010 : Les Experts : Dwayne Simmons (1 épisode)
- 2010 : Rake : Detective Maraco (2 épisodes)
- 2011 : Wilfred : Jesse (1 épisode)
- 2011 : Breaking Bad : Scary Skell (1 épisode)
- 2012 : Laid : Marcus Dwyer (6 épisodes)
- 2012 : The Strange Calls : Adrian (1 épisode)
- 2013 : The Elegant Gentleman's Guide to Knife Fighting : plusieurs personnages (6 épisodes)
- 2012-2013 : Vegas : M. Jones (4 épisodes)
- 2013 : The Broken Shore : Jamie Bourgoyne
- 2013 : Almost Human : Lucas Vincent (1 épisode)
- 2013 : The Outlaw Michael Howe : Michael Howe
- 2014 : Never Tear Us Apart: The Untold Story of INXS : Chris Murphy (2 épisodes)
- 2014 : Christmas Eve, 1914 : George Swinburne
- 2010-2015 : Justified : Dewey Crowe (22 épisodes)
- 2015 : Battle Creek : Detective Niblet (9 épisodes)
- 2015 : Flesh and Bone : Romeo (8 épisodes)
- 2015 : Scorpion : Gleason (1 épisode)
- 2016 : Quarry : Buddy (8 épisodes)
- 2016 : Secret City : Kim Gordon (2 épisodes)
- 2016 : Incorporated : Jonathan Hendrick (9 épisodes)
- 2018 : Mr Inbetween : Freddy
- 2019 : Mindhunter : Charles Manson
- 2021 : Le Serpent : Leather
- 2022 : The Tourist (Mini-série) : Inspecteur-Détective Lachlan Rogers
- 2022 : Le Sauvetage de l'impossible : Craig Challen
- 2023 : Le Renard : Prince des voleurs (The Artful Dodger) : Capitaine Lucien Gaines
- 2025 : The Bondsman : Lucky

## Contributions diverses
Clips musicaux
- Raining Gold de  ARO - 2015

## Distinctions

### Récompenses
- 2004 : Flickerfest International Short Film Festival du meilleur scénario original dans un court-métrage pour Soar (2004).
- 2008 : St. Kilda Film Festival du meilleur acteur dans un court-métrage dramatique pour Lens Love Story (2007).
- Australian Academy of Cinema and Television Arts Awards 2016 : Meilleur acteur dans un second rôle dans une série télévisée dramatique pour Secret City (2016).
- 2017 : Logie Awards de l'acteur le plus populaire dans un second rôle dans une série télévisée dramatique pour Secret City (2016).
- 8e cérémonie des Australian Academy of Cinema and Television Arts Awards 2018 : Meilleur acteur dans un drame historique pour Riot (en) (2018).
- Australians in Film Awards 2018 : lauréat du Trophée Qantas Orry-Kelly.
- Australian Academy of Cinema and Television Arts Awards 2019 : Meilleur acteur dans une comédie dramatique pour Judy and Punch (2019).
- 2019 : The Equity Ensemble Awards de la meilleure distribution dans un téléfilm dramatique pour Riot (2018) partagé avec Kate Box, Xavier Samuel, Jessica De Gouw et Josh Quong Tart.
- 2020 : Film Critics Circle of Australia Awards du meilleur acteur dans un second rôle dans une comédie dramatique pour Judy and Punch (2019).

### Nominations
- 1981 : Logie Awards de la meilleure performance pour un jeune dans une série télévisée dramatique pour The Sullivans (1976-).
- 1981 : Logie Awards du nouvent talent le plus populaire dans une série télévisée dramatique pour The Sullivans (1976-).
- 1982 : Logie Awards de la meilleure performance pour un jeune dans une série télévisée dramatique pour The Sullivans (1976-).
- 2013 : Festival de télévision de Monte-Carlo du meilleur acteur dans une série télévisée comique pour Laid (2012).
- Australian Academy of Cinema and Television Arts Awards 2013 : Meilleur acteur dans une série télévisée comique pour Laid (2012).
- 8e cérémonie des Australian Film Critics Association Awards 2014 : Meilleur acteur dans une comédie d'horreur pour 100 Bloody Acres (2012).
- 4e cérémonie des Australian Academy of Cinema and Television Arts Awards 2015 : Meilleur acteur dans une comédie romantique pour If You Love Me... (The Little Death) (2014).
- Australian Academy of Cinema and Television Arts Awards 2016 : Meilleur acteur dans un second rôle dans une comédie dramatique pour Down Under (2016).
- 2016 : Film Critics Circle of Australia Awards du meilleur acteur dans une comédie dramatique pour Down Under (2016).
- 2018 : Logie Awards du meilleur acteur dans un drame historique pour Riot (2018).
- Australian Academy of Cinema and Television Arts Awards 2019 : Meilleur acteur dans un second rôle dans une série télévisée dramatique pour Lambs of God (2018).
- Australian Academy of Cinema and Television Arts Awards 2019 : Meilleur acteur dans un second rôle dans une série télévisée dramatique pour Mr Inbetween (2018).
- Australian Academy of Cinema and Television Arts Awards 2019 : Meilleur acteur dans un second rôle dans un thriller dramatique pour The Nightingale (2018).
- 2019 : The Equity Ensemble Awards de la meilleure distribution dans une série télévisée dramatique pour Mr Inbetween (2018) partagé avec Scott Ryan, Justin Rosniak, Brooke Satchwell, Nicholas Cassim, Chika Yasumura et Natalie Tran.
- Australian Academy of Cinema and Television Arts Awards 2020 : Meilleur acteur dans un second rôle dans une mini-série TV pour The Commons (2019).
- 2020 : Australian Film Critics Association Awards du meilleur acteur dans un second rôle dans un thriller dramatique pour The Nightingale (2018).
- 2020 : Australian Film Critics Association Awards du meilleur acteur dans un second rôle dans une comédie dramatique pour Judy and Punch (2019).
- 2020 : Film Critics Circle of Australia Awards du meilleur acteur dans un second rôle dans un thriller dramatique pour The Nightingale (2018).
- 2020 : Gold Derby Awards du meilleur acteur dramatique invité dans une série télévisée dramatique pour Mindhunter (2017).
- 2020 : International Online Cinema Awards du meilleur acteur invité dans une série télévisée dramatique pour Mindhunter (2017).
- 2020 : Online Film & Television Association Awards du meilleur acteur invité dans une série télévisée dramatique pour Mindhunter (2017).